# Nedre Dalstjärnen
Nedre Dalstjärnen är en sjö i Kramfors kommun i Ångermanland och ingår i Nätraån-Ångermanälvens kustområde. Sjön har en area på 0,0587 kvadratkilometer och ligger 77,6 meter över havet.

## Delavrinningsområde
Nedre Dalstjärnen ingår i det delavrinningsområde (698384-162275) som SMHI kallar för Utloppet av Hållsjön. Medelhöjden är 85 meter över havet och ytan är 2,1 kvadratkilometer. Räknas de 3 avrinningsområdena uppströms in blir den ackumulerade arean 14,91 kvadratkilometer. Vattendraget som avvattnar avrinningsområdet har biflödesordning 2, vilket innebär att vattnet flödar genom totalt 2 vattendrag innan det når havet efter 4,6 kilometer. Avrinningsområdet består mestadels av skog (66 procent) och jordbruk (11 procent). Avrinningsområdet har 0,27 kvadratkilometer vattenytor vilket ger det en sjöprocent på 13 procent.